# Меджуселе
Меджуселе (серб. Међусеље / Međuselje) — село в общине Вишеград Республики Сербской Боснии и Герцеговины. Население составляет 16 человек по переписи 2013 года.